# Pouembout
Pouembout is een gemeente in Nieuw-Caledonië en telt 2.591 inwoners (2014). De oppervlakte bedraagt 674,3 km², de bevolkingsdichtheid is 3,8 inwoners per km².